# كوستاكه أريستيا
كان كوستاكه أريستيا، (المولود باسم قسطنطين كيرياكوس أريستيا 1800- 18 أبريل 1880) شاعرًا وممثلًا ومترجمًا أفلاقي المولد، وذُكر أيضًا لنشاطاته بصفته جنديًا ومدرس مدرسة وفاعل خير. لكونه عضوًا في المستعمرة اليونانية، تزامنت فترة مراهقته وشبابه المبكر مع ذروة الهيلنة في كلتا إمارتي الدانوب. ظهر على المسرح أول مرة في تشيشماوا روشي ببوخاريست، وصار مَحميّ ليدي رالو. يُزعم أنها رعت رحلته إلى فرنسا، حيث صار أريستيا مقلدًا لفرانسوا جوزيف تالما.
عند عودته، اعتنق أريستيا قضية القومية اليونانية، منضمًا إلى فيليكي إيتيريا وملوحًا «براية الحرية» للفرقة المقدسة. حارب على الجبهة الأفلاقية في خلال حرب الاستقلال اليونانية، ويُرجح أنه كان حاضرًا في هزيمة دراغاشاني. فر من البلاد وانتقل بين مختلف الدول الأوروبية، ليكسب حماية إيرل غيلفورد قبل أن يرجع إلى بوخارست بصفة مدرس خاص لعائلة غيكا. استغل أريستيا هذه الفرصة ليدرّس الدراما ويخرج المسرحيات، وهكذا صار أحد أوائل المساهمين في المسرح الروماني. باعتباره رائدًا في الفن والموضة، حافظ على سمعته حتى عندما رفض الأفلاقيون الهيمنة اليونانية. تأقلم مع فرنستهم الثقافية، ونشر مقررات لتعليم الفرنسية، ودرّس كلًامن الفرنسية واليونانية الديموطيقية في كلية سانت سافا.
تحت نظام القانون الأساسي، مزج أريسيتيا بين جنود إتيريست والقومية الرومانية. صار تابعًا لإيون هيليادي رادوليسكو، وساعد بإطلاق المجتمع الفيلهارموني، ما قدم جيلًا جديدًا من الممثلين الأفلاقيين، بما فيهم كوستاكه كاراجيالي وإيوان كوري. ساهم في جهود عصرنة اللغة، رغم أن اقتراحاته الخاصة في هذا المجال تعرضت لنقد واسع ورُفضت في آخر الأمر. اشتهر أريستيا بترجمته عمل شاؤول التراجيدي لفيتوريو آلفييري، الذي لعب دور بيان قومي، وحصل على تقديرات لإصداره للإلياذة، لكنه تعرض للسخرية بسبب ثنائه على الأمير جيورغه بيبيسكو. ساهم أيضًا في الحياة الثقافية بمملكة اليونان، حيث نشره عمله الدرامي الوحيد في 1840.
شارك أريستيا في الثورة الأفلاقية في 1848، وقتما اعتقل المحافظين المنافسين بصفته قائدًا للحرس القومي وحرق على الملأ نسخًا من القانون الأساسي. في خلال الحركة الارتجاعية، كان نفسه أسيرًا لدى الإمبراطورية العثمانية، ونُفي أخيرًا من الأفلاق. عاد في عام 1851، بعد أن تصالح مع النظام المحافظ لباربو ديميتري أوتيربي، وظل مواطنًا في الممالك المتحدة. ظل بعيدًا عن السياسة لبقية حياته، مركزًا على أعماله في سانت سافا، ثم في جامعة بوخارست، وعلى إنتاج نسخة أخرى من الإلياذة. بين أعماله الأخيرة المنشورة ترجمات الكتاب المقدس، التي تمت بموجب عقد مع دار الكتاب المقدس البريطانية والأجنبية.

## سيرته

### شبابه
يُعتقد عمومًا أن أريستيا وُلد في بوخارست، عاصمة الأفلاق، في 1800. أُرجع التاريخ إلى 1797 في بعض المصادر، لكن أقارب أريستيا أنكروا دقة ذلك. في 1952 جادل الفولكلوري ديميتريوس إنكوميديس، الذي أجرى مقابلات مع عائلة أريستيا، في أن كوستاكه وُلد باسطنبول، عاصمة الإمبراطورية العثمانية، «نحو عام 1800». في وقت ولادته، كانت الأفلاق ومولدافيا (الإمارتان الدانوبيتان) كيانين مستقلين للمملكة العثمانية، وكانت الهيمنة الثقافية اليونانية والهلينة، متمثلة بالمقام الأول بيونان الفنار، في «قمة ذروتها». ورغم أن الباحث بيتري جيورغه بارليا رآه من أصل آروماني، ذكر أريستيا نفسه أنه، من جانب أبيه على الأقل، كان «يونانيًا جيدًا». وصف علاقته بالأفلاق من حيث الاندماج الطوعي، كما أوصاه والده: «كن ثابتًا يونانيًا ورومانيًا، وكن شاكرًا». لانغماسه بالثقافة اليونانية، لم يفهم شيئًا في الرومانية المكتوبة حتى عام 1828 تقريبًا.
دخل كوستاكه مدرسة بوخارست اليونانية في عهد الأمير جون كاراجيا، وهو من يونان الفنار. ضم أساتذته هناك عالم فقه اللغة قسطنطين فاردالا. وفقًا لتقرير متأخر أعده الباحث أوكتاف مينار، ظهر أريستيا أيضًا بصفته مدرّس دراما عند عودته إلى بوخارست، في مرحلة ما قبل عام 1815. يُفترض أن الجيل الأول من تلاميذه ضموا ستيفانوس «ناتيس» كاراغيالي، حفيد المسرحي الروماني إيون لوكا كارياغالي. قبل تخرجه، كان أريستيا نفسه ممثلًا في الهواء الطلق في تشيشماوا روشي. يشكك الباحث والتر بوشنر، الذي يؤرخ هذه الأحداث في «ربيع وخريف 1817»، في دقة السجلات التاريخية، ويذكر أنها تعارض بعضها بعضًا في التفاصيل، فوفق كاتب المذكرات والباحث ديميتري بابازوغلو ، كان تشيشماوا في الحقيقة بإدارة «المخرج أريستياس». في ذلك الوقت، كان التمثيل في الأفلاق مشروعًا ذكوريًا بحتًا، وظهر أريستيا بدور أنثوي رئيس، مرتديًا ملابس امرأة. كانت فرقة تشيشماوا برعاية ابنة كاراجيا، ليدي رالو. وفقًا لروايات مختلفة، كانت معجبة بموهبة أريستيا، وذكرت التقارير أنها أرسلته إلى خارج البلاد، إلى مملكة فرنسا، ليدرس تحت إشراف فرانسوا جوزيف تالما. تفاصيل هذا الادعاء محط جدال. يذكر الباحث إيوان ماسوف أن أريستيا لم يكن فردًا في صف تمثيل تالما قط، بل مشاهدًا منتظمًا في عروضه، ومقلدًا له بعد ذلك. يشكك بوشنر في أن هذه الرحلة قد حدثت على الإطلاق، نظرًا لأنه «لم يظهر أي دليل على إقامة [أريستيا] في باريس».
احتشد آل أريستيا لقضية القومية اليونانية بُعيد الانتفاضة اليونانية في 1821. انضم أريستيا الشاب إلى مجتمع ألكسندروس يبسيلانتيس السري، المسمى بالمجتمع الودي، الذي نظّم على مهل الحملة القومية في مولدافيا والأفلاق. في نهاية 1818 وبداية 1819، سمح أمير جديد، هو ألكسندروس سوتزوس، لأريستيا وفريقه بأداء أعمال المسرح السياسي، مصورًا «كراهية الطغيان والتضحية بالنفس من أجل أرض الأجداد»، من مسرحية موت قيصر وميروبي لفولتير، إلى أسباسيا لإياكوفاكيس ريزوس نيرولوس. قوبلت أعماله «باستحسان محموم ومشاعر غزيرة طافحة». انزعج سوتزوس من هذا التلقي، وقرر حظر جميع المسرحيات التي يمكن تفسيرها على أنها انتقادات للدين والشؤون السياسية. تجاهله الفريق، الذي استجاب استجابة مباشرة لمجموعة من المتآمرين الإترستيين، واستمروا في العروض المسرحية الاستفزازية لفولتير وفيتوريو ألفييري، حتى مايو 1820، وفي ذلك الوقت كان اليونانيون المحليون يستعدون للثورة بالكامل.
انتظر أريستيا الإترستيين في بوخارست، التي احتلها الجنود المواليون لتودور فلاديميريسكو، الذي قاد انتفاضة الأفلاق 1821. في منتصف مارس 1821، تعهد اليونانيون في بوخارست، بقيادة جيورجاكيس أوليمبيوس، بدعم يبسيلانتيس بدلًا من فلاديميريسكو. تميز الحدث باستعراض كبير للقومية اليونانية وسط مدينة بوخارست، وقد التزم قسطنطين دي. أريسيسكو بكتابو تفاصيله من مقابلته مع أريستيا. حمل الممثل «راية الحرية»، وهي رمز إترستي يظهر قسطنطين العظيم وهيلينا، إلى جانب صليب وشعار «اغزُ بهذه الشارة»، وأظهر الوجه الآخر طائر فينيق ينهض من رماده.